# Ung thư học
Ung thư học (từ tiếng Hy Lạp Cổ Đại ὄγκος onkos, "to, lớn, khối", và tiền tố -λογία -logia, "nghiên cứu") là một nhánh y học nghiên cứu về ung thư. Các bác sĩ chuyên về ung thư được gọi là nhà ung thư học.
Ung thư học có liên quan đến:
- Triệu chứng của bất kỳ loại ung thư nào ở con người
- Điều trị (chẳng hạn ngoại khoa, hóa trị liệu, điều trị phóng xạ và các hình thức khác)
- Theo dõi ung thư sau khi điều trị thành công
- Chăm sóc giảm nhẹ cho bệnh nhận có khối ung thư ác tính giai đoạn cuối
- Các câu hỏi luân lý học xung quanh bệnh ung thư
- Các nỗ lực Sàng lọc (y học)
  - dân số
  - gia đình bệnh nhân (với dạng ung thư di truyền, ví dụ ung thư vú)

## Giáo trình chuyên khảo
- Watson IR, Takahashi K, Futreal PA, Chin L. Emerging patterns of somatic mutations in cancer. Nat Rev Genet. 2013;14(10):703-18.
- Meyerson M, Gabriel S, Getz G. Advances in understanding cancer genomes through second-generation sequencing. Nat Rev Genet. 2010;11(10):685-96.
- Katsanis SH, Katsanis N. Molecular genetic testing and the future of clinical genomics. Nat Rev Genet. 2013;14(6):415-26.
- Mardis ER. Applying next-generation sequencing to pancreatic cancer treatment. Nat Rev Gastroenterol Hepatol. 2012;9(8):477-86.
- Siddhartha Mukherjee, The Emperor of All Maladies:A Biography of Cancer, Fourth Estate, 2011 (ISBN 978-0-00-725092-9).
- Vickers, A. (ngày 1 tháng 3 năm 2004). "Alternative Cancer Cures: "Unproven" or "Disproven"?". CA: A Cancer Journal for Clinicians. Quyển 54. tr. 110–118. PMID 15061600.